# Raša
Raša (italienisch Arsia) ist eine Stadt und ein Stadtbezirk in der Gespanschaft Istrien, Kroatien. Die Gemeinde hat laut Volkszählung 2021 2809 Einwohner.

## Geographie
Raša liegt im Südosten Istriens auf 10 m ü. A. im Tal des Baches Krapanski Potok, einem Nebenfluss der Raša. Die 4,5 km südwestlich von Labin liegende Stadt liegt am Rande der Bucht Raška Draga, dem Mündungsgebiet des Raša-Baches. Eine Eisenbahnlinie (nur sporadischer Güterverkehr) verbindet den Hafen von Raša mit dem Knotenpunkt Lupoglav an der Strecke (Divača)–Buzet–Pula.

## Geschichte
Raša ist die jüngste Stadt Istriens. Sie wurde während der italienischen Besatzungszeit (1918–1943) zur Ausbeutung der großen Kohlevorkommen im Zuge von Mussolinis „Städtischer Kolonisation Istriens“ zwischen 1936 und 1937 in nur 547 Tagen angelegt und am 4. November 1937 fertiggestellt. Geplant war eine Arbeitersiedlung für bis zu 6000 italienische Bergleute aus Sardinien, Sizilien, Apulien und Friaul. Mit der Planung und Durchführung wurde der damalige Stararchitekt Gustavo Pulitzer Finali, Sohn einer jüdisch-ungarischen Familie aus Triest, beauftragt. Pulitzer sah darin eine Chance, seine Idee der „vollkommenen Stadt“ zu verwirklichen. Für Mussolini sollte es die „faschistische Idealstadt“ werden. Mussolini selbst besuchte Raša am 7. August 1936 und soll seinen Unmut über die Wahl des Standortes geäußert haben. Für die Stadterrichtung musste der Krapansee (ital. Lago di Carpano) trockengelegt werden. Die Rückgewinnung des Tales dauerte von 1928 bis 1934. Für den Bau der Stadt wurden hauptsächlich Maurer aus Bergamo geholt.
Die Stadt war für damalige Verhältnisse hochmodern mit Kanalisation, Wasserleitungen, Straßenbeleuchtung und asphaltierten Straßen. Während des Baus lautete der Arbeitstitel der Siedlung noch Liburnia, im Altertum die Bezeichnung für das Küstenland Illyriens zwischen Rijeka und der Neretva mit den davorliegenden Inseln. Später überwog der Name Arsia (Raša), nach dem gleichnamigen Fluss, der geographisch und morphologisch diesen Bereich bestimmt.
Raša war eingeteilt in eine Oberstadt für Beamte und Verwaltungsangestellte und in eine Unterstadt. Die Unterstadt war eine typische Bergarbeitersiedlung mit Häusern, die jeweils vier Wohnungen aufweisen, mit einer Außentreppe und einem Garten.
Raša war die erste von Mussolinis Grubenstädten. Die anderen beiden sind Carbonia in Sardinien (1937) und Podlabin (Littorio Pozzo, 1940–1942) in Istrien. Im Jahre 1939 wurden in Raša über eine Million Tonnen Kohle von fast 9000 Bergarbeitern abgebaut.
1944 wurde Raša von der deutschen Wehrmacht besetzt, kurze Zeit später jedoch von den Partisanen eingenommen. Die italienische Bevölkerung musste fliehen oder wurde vertrieben, obwohl die Bergarbeiter sich der Arbeiterklasse zugehörig fühlten. Istrische Bauern aus dem Umfeld und sogar nach dem 3. Mai 1945 gefangengenommene Wehrmachtssoldaten wurden bis 1949 (bis vier Jahre nach Kriegsende) vom jugoslawischen Regiment zum Arbeitsdienst in der Kohlemine gezwungen, bis man die Siedlungslücken mit „partisanentreuen“ Kolonisten aus Bosnien auffüllte. Am 14. März 1948 kamen in dieser Mine 92 Bergarbeiter in einer durch Staub verursachten Explosion ums Leben. Unter den Toten war auch eine unbekannte Anzahl deutscher Kriegsgefangener aus dem Zweiten Weltkrieg. Über das Unglück selbst gibt es nur wenige Informationen, da das Tito-Regime solche Ereignisse vertuschte.

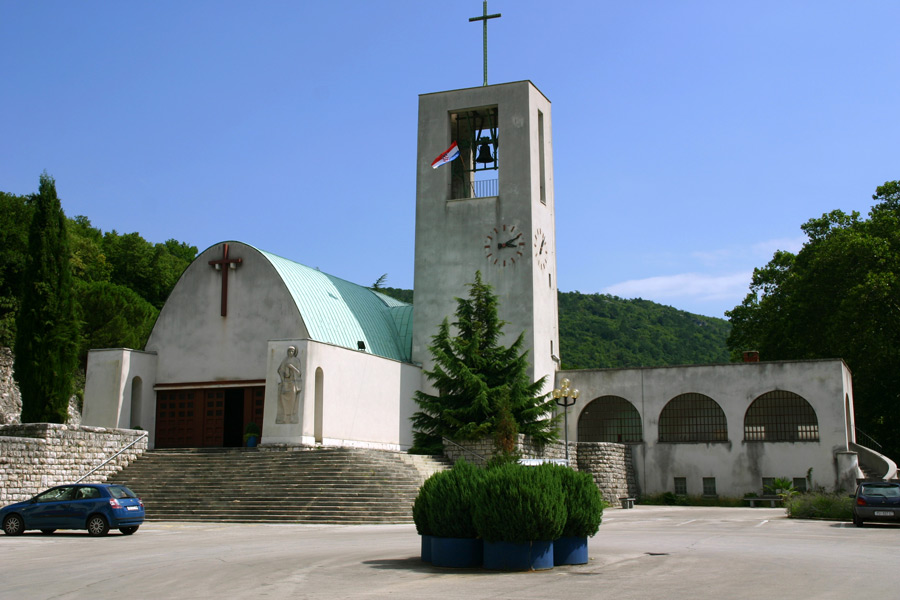
Katholische Kirche Santa Barbara

Zwischen Ober- und Unterstadt liegt das Stadtzentrum mit Rathaus, Kirche, Schule, ursprünglich einem Krankenhaus und einem Hotel mit 152 Betten, Supermarkt, Kino und Cafés.

## Kirche
Die der Schutzpatronin der Bergleute Santa Barbara gewidmete Kirche ist mit einem 25 m hohen Glockenturm versehen, der einer Grubenlampe nachempfunden ist, ebenso das Wappen der Stadt. Das Kreuz am Turm wurde aus Grubenschienen gefertigt. Das Kirchengebäude selbst hat die Form einer umgedrehten Kipplore.

## Raša heute

Trennlinie zwischen Ober- und Unterstadt

Seit der Schließung des Bergwerkes im Jahre 1966 ist das wirtschaftliche Leben in der Stadt stark reduziert. Verbliebene Produktionszweige sind eine kleine Töpferei im Stadtzentrum und die Agrarwirtschaft. Daher arbeitet ein Großteil der Erwerbstätigen von Raša in Labin oder Rabac. Der Tourismus spielt in einigen zur Gemeinde gehörigen kleineren Orten eine Rolle.

## Raša in der Literatur
Zitate:
„Sie werden niemals zugeben, dass sie sich schon immer geschämt haben, aus Raša zu sein, diesem Nest, an dem keinen etwas liegt, diesem Loch voller verzweifelter Bosnier, ehemaliger Bergleute in tiefer Depression, von denen einige schon vor langer Zeit Selbstmord begangen haben.“
„Nicht einmal sterben kann man in dieser Stadt.“ (In Raša selbst gab es keinen Friedhof.)